# 赤道ギニアの国旗
赤道ギニアの国旗（せきどうギニアのこっき）は中央に国章のあしらわれた旗である。現在のデザインは1979年8月21日に制定された。独立時のデザインに国章を追加している。
緑・白・赤の三色の縞に左側に青の三角形がデザインされている。緑はこの国の天然資源とジャングル、青は本土と諸島をつないでいる海、白は平和、赤は独立への苦闘を象徴している。
中央の白の縞部分には国章が使用されている。これは、マングローブの木と6個の六芒星、及びモットーである「統一・平和・正義（Unidad Paz Justicia）」と言う文字がデザインされている。スペイン統治時代は、スペインの国旗が掲げられた。

## 歴史的な旗

?独立時の国旗
?1973年から1979年にかけてのデザイン。紋章が追加されている。